# Der Teufel von Mailand
Der Teufel von Mailand ist ein im Juli 2006 erschienener Roman des Schweizer Autors Martin Suter, für den er 2007 mit dem Friedrich-Glauser-Preis ausgezeichnet wurde. Das Buch ist dem Ehepaar Anita und Albert Hofmann gewidmet; darüber hinaus enthält es als Motto ein vorangestelltes Zitat von sowie eine Danksagung an den LSD-Entdecker Albert Hofmann.

## Handlung
Die unter Synästhesie leidende Sonia möchte nach ihrer Scheidung Distanz zu ihrem bis dahin verbrachten Leben gewinnen und nimmt ein Stellenangebot in einem abgeschiedenen Wellness-Hotel im Unterengadin an, wo sie als Physiotherapeutin arbeitet. Das Dorf Val Grisch, in dem das Hotel (wieder-)eröffnet wurde, scheint nicht sehr begeistert vom neuen Tourismus zu sein, und schon bald fallen Sonia Geschehnisse auf, die auf mysteriöse Weise mit der Unterengadinger Sage um den Teufel von Mailand zu tun haben könnten.

## Inhaltsangabe

### Kapitel 1
Sonia wacht in einem dunklen Zimmer auf. Sie erinnert sich an die vergangene Nacht: die Disko, die Männer und das LSD. In jener Nacht fing sie an, Farben zu spüren und Geräusche zu sehen. Denn sie ist Synästhetikerin. Dies ist eine Wahrnehmungsveränderung, die durch bestimmte Drogen ausgelöst werden kann. Beim Verlassen des Zimmers bemerkt sie, dass ihre Wahrnehmung wieder normal funktioniert. 
«Die Türklinke fühlte sich  kühl an. Nichts weiter. Nicht zartbitter oder süsssauer, einfach kühl. Sie betrat ein verdunkeltes Zimmer und hörte tiefe, regelmässige Atemzüge. Hörte. Nicht hörte und sah. Immerhin.» (S. 1)
Schliesslich geht sie, nach einem kurzen Gespräch mit jenem Mann, mit dem sie geschlafen hatte, nach Hause in ihr Appartement. In dieses ist sie kürzlich umgezogen, um ihrer Vergangenheit, nämlich einem überlebten Mordanschlag durch ihren Ex-Mann Frédéric, der nun dafür hinter Gitter sitzt, zu entfliehen. Sie erhält immer wieder Briefe, damit sie das Verfahren gegen ihren Mann vorläufig einstellt. 
«Langsam und konzentriert löffelte sie die Suppe aus. Aber die Tränen flossen weiter. ‹Immer noch die Suppe?› ‹Immer noch das Leben›, antwortete Sonia.» (S. 30)
Sie beschliesst ein neues Leben zu beginnen und geht deshalb zu einem Vorstellungsgespräch bei Barbara Peters, ihrer späteren Vorgesetzten. Barbara erzählt Sonia, dass sie das Wellness-Hotel Gamander im Unterengadin gekauft und renoviert habe, es stehe nun kurz vor der Wiedereröffnung. Nach einigen Unstimmigkeiten bezüglich ihres Vogels Pavarotti nimmt sie schliesslich das Hotelarbeitsangebot an. Dort kann sie ihrer früheren Tätigkeit als Physiotherapeutin wieder nachgehen, die sie vor sechs Jahren wegen ihres Ex-Mannes aufgeben musste. 
Später verabschiedet Sonia sich von ihrer besten Freundin Malu, denn ausser dieser weiss keiner, wo Sonia hingehen wird. Wegen Sonias neuer Handynummer kann von nun an nur noch Malu mit ihr Kontakt aufnehmen.

### Kapitel 2
Sonia sitzt alleine mit ihrem Vogel Pavarotti im Zug. Darüber ist sie froh, denn sie glaubt, ihr früheres Leben hinter sich gelassen zu haben.
«Es war, als hätte sie eine schwere Last abgeworfen. Sie begann ein neues Leben mit leichtem Gepäck (S. 32)».
Nach mehrmaligem Umsteigen erreicht sie Val Grisch, ein kleines Dorf im Unterengadin. Sie trifft dort auf Igor, einen Portier des Wellness-Hotels Gamander, der sie mit der Kutsche ins Hotel fährt. 
Anschliessend wird das Alltagsleben der Dorfbewohner geschildert.
Sonia erreicht schliesslich das Hotel und wird einigen Arbeitskollegen vorgestellt. Igor zeigt ihr darauf ihr Zimmer und Barbara führt sie durch das ganze Hotel. Sie gehen auch an ihrem zukünftigen Arbeitsplatz vorbei, an welchem ihr zwei weitere Mitarbeiter vorgestellt werden: Der homosexuelle Manuel und Frau Felix, die beide auch Masseure sind. 
In der darauffolgenden Nacht wird sie von verschiedenen Geräuschen geweckt, die sie aber auch sehen kann. Ihre «Begabung» kehrt wieder zurück.
«Noch einmal schreckte sie in dieser Nacht ein Geräusch aus dem Schlaf. Diesmal war es karmensinrot und fast durchsichtig an den Rändern. (S. 52)»
Am nächsten Tag ist es Sonia gestattet, die Wellness-Anlagen des Hotels zu benutzen, da die ersten Gäste erst drei Tage später anreisen werden. Sie geht hinaus, um Sport zu treiben. Dabei erlebt sie immer wieder die Effekte der Synästhesie.

### Kapitel 3
Nun werden die ersten Gäste im Garmander empfangen. Auch Sonia darf nun ihre erste Patientin pflegen. Davor ekelt es sie sich jedoch noch, weil sie die Arbeit nicht mehr gewohnt ist. Später geht Sonia mit Manuel und der Rezeptionistin Michelle essen. Sie unterhalten sich über Barbara Peters, da sie alle nicht viel von ihr wissen. Sonia erfährt, dass Barbara sich ihre Wohnung im Hotel schick eingerichtet habe und dass sie einen Hund namens Bango besitze. Woher das Geld für den Kauf und die Renovierung des Hotels gekommen sei, weiss niemand. Am Abend lernt Sonia den Nachtportier, Herrn Casutt, kennen. 
Am darauffolgenden Tag wacht Sonia früh morgens auf. Als sie hinunter in die Halle kommt, bemerkt sie, dass der Ficus, ein kleinerer Baum, keine Blätter mehr hat. Herr Casutt weiss jedoch nicht, wie die Pflanze verendet sein könnte. 
«‹Als Sie raufgingen, habe ich mich etwas hingelegt, und als ich wieder rauskam ...› Er zeigte hilflos auf die Blätter.» (S. 78)
Sonias eigene Situation holt sie durch dieses Geschehen ein und sie heult unglücklich los. Plötzlich hört sie noch jemanden weinen. Sie schaut nach und sieht, dass es ein Kind ist, das gerade von Frau Felix behandelt wird.
Bald darauf hat Sonia Aufsicht am Pool. Barbara erscheint mit dem Gärtner, den sie beauftragt hat, den toten Ficus zu ersetzen. Dieser war mit einer Säure vergiftet worden. Am Abend erhält Sonia eine SMS von Malu. Sie benötige eine Vollmacht für die Post wegen eines Einschreibens. Sonia schreibt ihr zurück, dass sie es nicht annehmen solle. 
Am nächsten Tag holt Sonia Michelle ab, um ins Dorf zu gehen. Plötzlich erscheint Herr Casutt und behauptet, er müsse Michelle auf Grund eines Anrufs aus dem Büro ablösen. Diese bestreitet jedoch, dass irgendjemand vom Hotel jenen angerufen habe. Sie vermutete einen Scherzanruf. Als die beiden Frauen gehen, sieht Sonia, dass auf die hintere Tür einer Limousine «Der Teufel von Mailand» geschrieben wurde.

### Kapitel 4
Herr Casutt steht die ganze Nacht rastlos Wache. Sonia liegt hingegen in ihrem Bett und macht sich Gedanken über Barbara Peters und deren Gelassenheit. Anschliessend geht Sonia spazieren, um sich selbst ein wenig aufzuheitern. Dabei begegnet sie Herrn Casutt, dem es schlecht zu gehen scheint. Deshalb lädt sie ihn auf einen Drink ein. Er erzählt ihr, dass er eine letzte Chance von Barbara Peters erhalten habe. Sonia versucht ihm einzureden, dass sie es sicher nicht so gemeint habe. Später trifft sich Sonia mit Barbara in deren Büro für ein kleines Gespräch. Sie erfährt dabei, dass der Gamander nur über Sommer offen sei und dass sie keine schwarzen Zahlen zu schreiben hätten. Der Frage, woher sie all dieses Geld habe, weicht Barbara aus, indem sie Sonia zu einem Drink einlädt und eine Überraschung verspricht.
«‹Ach so. Nein, nein. Wir müssen keine schwarzen Zahlen schreiben im ersten Jahr.› Das war die Vorlage für die Frage, die alle interessierte: ‹Von wem aus?› ‹Von mir aus. - Haben sie Lust auf einen Cocktail, sagen wir, halb sieben in der Bar? Es gibt eine Überraschung.›» (S. 104)
Abends in der Bar sieht Sonia dann die Überraschung: einen Barpianisten. Sie trifft sich mit Barbara und dann wird sie Ralph Stahel, einem Arzt, vorgestellt. Zusammen machen sie einen Termin für eine Behandlung aus. Sonia spricht Barbara auf den Nachtportier an. Sie stellt zu ihrem Erstaunen fest, dass Barbara Herrn Casutt tatsächlich eine letzte Chance gegeben hat.
Am nächsten Tag behandelt sie Dr. Stahel. Sonia beginnt wieder zu riechen, was sie gerade berührt. Sie berichtet Dr. Stahel davon. Sonia erfährt von ihm zum ersten Mal, dass sie Synästhetikerin ist.
«‹Ich schmecke Formen, sehe Töne, rieche Farben. Und so weiter.› ‹Sie sind Synästhetikerin?› ‹Synäwas?› ‹Synästhesie kommt aus dem Griechischen und heisst soviel wie Mitempfindung. Die Wahrnehmungen verknüpfen sich. Geräusche bekommen Farben oder Formen. Berührungen duften oder schmecken.›» (S. 113)
Sonia hat viele Anlagen zur Synästhetikerin. Sie erfährt, dass es durch die Einnahme von LSD in der Disko ausgelöst worden sei. Eine Heilungsmethode sei nicht bekannt.
Auf einem ihrer Spaziergänge wird Sonia von einem Milchmann namens Reto Bazzell angebaggert, sie weist ihn jedoch ab. Er hängt trotzdem weiter an ihr, bis sie durch einen Anruf auf ihr Handy erfährt, dass sie Frühdienst habe.
Deshalb muss sie diverse Vorbereitungen für die Wellnessanlagen treffen. Sie geht wieder zurück in die Empfangshalle, wo Herr Casutt eingenickt ist. Plötzlich sieht sie ein helles Licht aus dem Pool kommen. Sie schaut nach und findet im Pool viele Leuchtstäbe versenkt.

### Kapitel 5
Sonia rennt zur Rezeption, um Casutt zu wecken und ihn zum Pool zu bringen. Dieser will die Leuchtstäbe herausholen, bevor Barbara Peters kommt, er wird jedoch von Sonia daran gehindert. Barbara erscheint und weist Casutt zurecht. Sie schickt ihn fort, um Igor zu holen. Sie vermutet, dass es dieselbe Person ist, die auch den Ficus verätzt hat, und verdächtigt die Dorfbewohner. Sonia geht in den Keller hinunter, um die verschiedenen Maschinen für die Wellnessanlagen zu starten, hat jedoch Angst, dass sich der Übeltäter, der den Gamander sabotiert, dort unten verstecken könnte. Später erfährt Sonia, dass Herr Casutt durch Igor ersetzt wurde. Bestürzt unterhält sie sich mit Manuel über die seltsamen Geschehnisse. Während Sonia Drohungen vermutet, bleibt Manuel ruhig und vermutet nur schlechte Scherze. Er gibt auch zu, dass er den Barpianisten möge. Als Manuel Spätdienst hat, bittet er Sonia, ein Buch für ihn aus der Bibliothek zu holen. Sie entdeckt dort ein altes Sagenbuch mit dem Titel «Der Teufel von Mailand» und nimmt es mit. In der Bar reden Manuel und Sonia nochmals über den Barpianisten und finden nun auch dessen Namen heraus: Bob. Manuel ist enttäuscht, dass der Pianist nicht homosexuell ist. In der Nacht liest Sonia die Sage von «Der Teufel von Mailand».
Der Teufel von Mailand
Ein armes kleines Mädchen namens Ursina muss auf einer Alp Ziegen hüten, um ihrer Familie zu helfen. Es ist Winter und Schneestürme fegen über das Land. Als ihre Gebete zu Gott unbeantwortet bleiben, beschwört sie den Teufel, welcher in Form eines Ziegenbocks auftaucht, um ihr zu helfen. Er tut es, verrät ihr aber nicht den Preis dafür. 
«Augenblicklich legte sich der Wind, und in die Stille der Hütte sprach eine tiefe Stimme: ‹Der Teufel von Mailand hilft besser als der Heiland.› (...) ‹Was ist dein Preis?› fragte sie mit bebender Stimme. Aber der Ziegenbock gab keine Antwort» (S. 145)
Seit diesem Tag geht es ihr jedes Mal besser, wenn sie auf die Alp muss, um die Ziegen zu hüten. Sie wächst zu einer Schönheit heran. Vor ihrem neunten Besuch auf der Alp erscheint plötzlich eine alte Kutsche. Der einzige Passagier will mit Ursina reden. Es ist der Teufel von Mailand. Er gibt ihr ein Angebot für ein noch besseres Leben, dass jedoch ihre Seele kosten wird, erwähnt aber zusätzliche Bedingungen: 
«Wenn es Herbst wird im Sommer, wenn es Nacht wird am Tag, Wenn die Glut brennt im Wasser, Wenn es tagt beim zwölften Schlag. Wenn zum Fisch wird der Vogel, Wenn zum Mensch wird das Tier, Wenn das Kreuz zieht nach Süden, Erst dann gehörst du mir.» (S. 146–147)
Unter diesen Konditionen geht Ursina auf das Angebot ein. Sie steigt in die Kutsche. Der Teufel hält all seine Versprechungen.
«Bis eines Tages an einem herrlichen Tag im Juli ...» (S. 147)
Mit diesem Satz wird die Sage unterbrochen. Es fehlt eine Seite. Der letzte Teil ist jedoch unversehrt. Man erfährt, dass das Schloss, in dem Ursina lebte, in Flammen aufging und man nichts mehr von ihr finden konnte.

### Kapitel 6
Sonia wacht beim zwölften Glockenschlag auf. Sandro Burger, der Siegrist, stellt fest, dass die Uhr um sieben Stunden voraus geht. Jemand hat sie manipuliert. Im Personalraum spricht Sonia mit Manuel darüber, aber der bleibt nach wie vor gelassen und findet nichts Seltsames dabei. Durch eine Bemerkung von Dr. Stahel, den sie behandelt hat, bemerkt Sonia einen Zusammenhang zwischen den Ereignissen und den Bedingungen, die der Teufel von Mailand gestellt hat. 
«Hatte es nicht getagt beim zwölften Schlag? Und hatten die Leuchtstäbe im Pool nicht ausgesehen wie ein Unterwasserfeuer? Wenn die Glut brennt im Wasser! (...) Wenn es Herbst wird im Sommer? Natürlich: Der Ficus! Verliert alle Blätter, wie im Herbst. (...) Wenn es Nacht wird am Tag! (...) Casutt! Der Nachtportier, der mitten am Tag seinen Dienst antritt!» (S. 158–159)
Daraufhin bringt Sonia Manuel die Sage zum Lesen. Er findet aber, dass ihre Zusammenhänge weit hergeholt seien und dass sie sich beruhigen solle. 
Abends begibt sich Sonia in die Bar, wo sie feststellt, dass der Speiseplan dem des Gasthauses Steinbock, eines der einzigen Gasthäuser in Val Grisch, sehr ähnlich sieht. Sie will von Bob dem Pianisten angemacht werden, plötzlich erscheint jedoch Dr. Stahel in leicht betrunkenem Zustand. Sie weist ihn ab. In der Nacht hat sie wieder seltsame Erscheinungen durch die Synästhesie. Am nächsten Morgen ist Flugwetter für ihren Wellensittich Pavarotti. Sie öffnet die Käfigtür und geht für einen Spaziergang hinaus. Unterwegs befragt sie noch einige Bewohner über das verstelle Uhrwerk. Als sie in ihr Zimmer zurückkehrt, ist Pavarotti nicht mehr da. Nach einigen Augenblicken merkt sie, was passiert ist und rennt aus dem Zimmer.

### Kapitel 7
Böses ahnend rennt Sonia zum Aquarium in einem der unteren Geschosse des Hotels. Dort findet sie Pavarotti, der dort von jemandem ertränkt worden ist. Immerhin kann sie jetzt Manuel endlich davon überzeugen, dass jemand die Sage «Der Teufel von Mailand» nachspielt. Sie glaubt auch, dass das Ziel Barbara Peters sei. Daraufhin geht sie zu ihr und erzählte ihr von ihrer Theorie. Barbara erklärt ihr jedoch, dass sie es schon seit der Restaurierung des Hotels mit solchen «Scherzen» zu tun habe. Sie will nach wie vor nichts tun.
«‹Und was wollen Sie jetzt unternehmen?› ‹Das gleiche wie bisher: nichts. Man darf denen nicht den Gefallen tun, sich einschüchtern zu lassen. Das sind Machos. Man muss sie ignorieren, das trifft sie am härtesten.›» (S. 185)
Sonia meint hingegen, man solle sie bekämpfen. Barbara erwidert, dass sie sie nicht aufhalten werde, falls sie zur Polizei wolle.
«‹Aber wenn Sie zur Polizei gehen, denken Sie daran: Das ganze Dorf steckt unter einer Decke.›» (S. 186)
Am nächsten Morgen hat Sonia genug und will abreisen. Als sie sich am Abend von allen in der Bar verabschieden will, verfällt sie dem Charme des Barpianisten Bob. Am nächsten Tag wacht sie neben ihm auf. Sie ist sich unsicher, ob sie gehen soll und beschliesst dann aber zu bleiben. Sie geht anschliessend zu Herrn Casutt und fragt ihn, ob er hinter den Taten stecke. Er bestreitet, dass er irgendetwas damit zu tun habe. Bevor Sonia gehen kann, berichtet Herr Casutt ihr, dass der Vater von Reto Bazzell andere Pläne mit dem Gamander gehabt habe, jedoch von Barbara überboten worden sei. Sonia solle sich trotzdem vor dem Sohn in Acht nehmen, da dieser zu allem fähig sei. 
Für den Rückweg wird Sonia von Barbara mit dem Auto abgeholt. Auf Reto angesprochen beteuert sie, dass er harmlos sei. 
Als Sonia fertig mit ihrer Arbeit ist, erscheint Barbara im Personalraum. Sie berichtet, dass Bango, ihr Cocker-Spaniel, verschwunden sei.

### Kapitel 8
Sonia hat wieder Frühdienst und geht in den Keller hinunter. In einem der Ruheräume findet sie einen Joint. Sie weiss, dass keiner der Gäste kifft. Sie rennt hinauf, um Barbara davon zu berichten. Diese ist unterdessen immer besorgter über das Fehlen ihres Hundes. Sonia verdächtigt Reto Bazzell, da er einen Joint-Aufkleber auf seinem Auto angebracht hat und genügend Gründe hätte, um dem Gamander zu schaden. Sie kann Barbara durch ihre Verdächtigung überzeugen, die Polizei einzuschalten. Sie berichtet den Beamten, dass sie Reto Bazzell verdächtige, diese seltsamen Dinge veranlasst oder begangen zu haben. Später wird Bango jedoch Menschenkleider tragend aufgefunden. Ein weiteres Kriterium der Sage ist damit erfüllt worden: «Wenn zum Mensch wird das Tier». Am Abend verunfallt Reto mit seinem Milchanhänger und stirbt. Sonia ist darüber erleichtert, da sie davon ausgeht, dass Reto hinter den Vorkommnissen gesteckt habe.
Inzwischen hat das Gasthaus Steinbock seine Spezialitäten von der Karte genommen, da das Gamander nun ähnliche Gerichte anbietet. Am Abend erscheint die Polizei mit Fundstücken, die sie bei Retos Leichnam gefunden haben. Darunter ist auch ein Generalschlüssel, mit dem man in Sonias Zimmer schleichen konnte. Sie vermuten, dass Herr Cassutt Reto den Schlüssel gegeben habe. 
Sonia erhält ein wenig später eine SMS von Malu, in der diese fragt, wo Sonia genau sei. Sonia beantwortet schnell die Nachricht. 
Beim Abendessen erscheint Luzi Bazzell, der Vater von Reto Bazzell und verflucht das ganze Hotel.
«Der Alte schwieg einen Moment und schien der Musik zu lauschen, fassungslos. Dann hob er nochmals die Faust und schrie: ‹Schmaladida musica dal diavel!›» (S. 230)
Später ruft Sonia Malu an und fragt, wann sie kommen werde. Malu bestreitet aber, dass sie jemals zu kommen beabsichtigt habe. Sonia kontrolliert den Absender der SMS und stellt fest, dass es von Malus altem Handy gesendet wurde. 
Sie vermutet, dass es irgendjemand aus Frédérics Umfeld gestohlen haben muss. Später, als sie einen weiteren Patienten behandeln will, stellt diese sich als Frédérics Mutter heraus.

### Kapitel 9
Frédérics Mutter, Maman, versucht Sonia zu überreden, das Verfahren gegen ihren Sohn einzustellen, indem sie sagt, er könnte nie jemandem etwas zuleide tun und diese Tat sei ein Versehen gewesen. Sonia weigert sich aber, das Dokument zu unterschreiben.
«Sonia liess das Papier fallen und wandte sich zum Gehen. Aber Maman packte sie mit eisernem Griff am Oberarm. ‹Früher oder später kommt er auch ohne dich raus. Und dann wäre ich bedeutend ruhiger, wenn er dir nichts nachzutragen hätte.› Sonia packte Mamans Handgelenk und befreite sich von dieser Hand. Immer noch ruhig, obwohl ihr Herz raste. ‹Jetzt drohst du mir also mit deinem sanftmütigen Sohn.›» (S. 241)
Als sie Manuel im Personalraum gerade von den Geschehnissen berichtet, stürmt plötzlich Frau Felix in den Raum und führt sie zum Kruzifix vor der Bibliothekstür, das auf den Kopf gedreht wurde. Somit ist auch die letzte Bedingung erfüllt worden: Wenn das Kreuz zieht nach Süden. Sonia besucht Herrn Casutt wieder. Sie will von ihm wissen, ob er von Reto Bazzells Plan gewusst habe und ob er wisse, wer ihn nun zu Ende führe. Jener ist aber zu betrunken, um ihr zu antworten. Sonia verlässt die Wohnung daraufhin und bezweifelt doch, dass Herr Casutt etwas damit tun habe. Sie trifft später einen der Gamandergäste und erfährt, dass das Gamander früher Peder Bezzola gehört habe. Sie geht zur Kirche, um zu beten. Dort trifft sie auf Seraina, Herrn Cassuts alte Haushälterin. Sie kennt die Sage vom Teufel von Mailand, glaubt aber, dass diese keine Sage sei. Sonia fragt sie, ob sie ihr den fehlenden Teil erzählen könne. Seraina bittet Sonia, sie am nächsten Tag wieder zu treffen.

### Kapitel 10
Sonia geht zu Serainas Wohnung, wider Erwarten öffnet aber Herr Casutt die Türe und erzählt ihr, dass Seraina nach einem nächtlichen Vorfall in die Psychiatrie eingeliefert worden sei. Daraufhin verlässt Sonia die Wohnung wieder. Manuel will Sonia auf ihre tägliche Wanderungen begleiten. Während derselben gibt Manuel dann zu, Sonia zu Beginn nicht gemocht zu haben, sie jetzt aber als eine seiner besten Freunde ansehe. Auf dem Rückweg treffen sie auf Peder Bezzola. Er erzählt Sonia, wie er Manuel beim Entführen von Barbaras Hund beobachtet habe. «Das Teufelchen wurde beobachtet, wie es das verkleidete Hündchen in seinem Kofferraum verstaut hat.» (S. 275) 
Daraufhin gesteht Manuel, dass er all die Taten begangen habe. Er habe alles für Sonias Ex-Mann, Frédéric, getan. Er habe ihn in der psychiatrischen Klinik kennengelernt, in die Frédéric nach seinem Mordanschlag auf Sonia eingeliefert worden ist. Dort habe er ihm seine Version der Ehegeschichte erzählt. Frédéric bezahlte Manuel für jede vollendete Tat. Sonia erfährt auch, dass Malu, ihre beste Freundin, oft in Kontakt zu Frédéric gestanden hat. Sie stellt Malu daraufhin per SMS zur Rede. Diese ist ebenfalls bezahlt worden, um Sonias Aufenthaltsort auszuplaudern. Aufgeschlossen kehrt Sonia ins Hotel zurück, wo Frau Felix vor ihrem Zimmer erscheint. Sie spricht ihr Beileid aus und berichtet Sonia, dass Barbara Peters mit ihr Tee trinken wolle. Sonia geht auf Barbaras Zimmer. Dank ihrer Synästhesie erkennt sie dort den Duft ihres Ex-Mannes und versteckt sich deshalb im Zimmer. Kurz darauf erscheint Frédéric im Zimmer. Sonia beobachtet, wie er mehrere verdrahtete Kanisterchen im Zimmer verteilt und Malus altes Handy damit verdrahtet. Dabei entdeckt er Sonia. Sie flieht geistesgegenwärtig aus dem Zimmer, schliesst es ab und eilt in das ihrige. Sie schaltet ihr Handy an und sieht eine SMS von Malu, indem diese vor dem ausgebrochenen Frédéric warnt. Sie wählt Malus alte Handynummer. Barbaras Zimmer explodiert. Alle Gäste und das Personal des Gamander versammeln sich draussen. Frau Felix erzählt Sonia, dass Frédéric sie gebeten habe, Sonia auf Barbaras Zimmer zu schicken. «‹Er sagte, er sei ein gemeinsamer Freund von Ihnen und Frau Peters. Er war sehr nett. Er wolle Sie überraschen.› Sonia geht es so gut, dass sie ein wenig lächeln und antworten kann: ‹Das ist ihm gelungen.›» (S. 296)
Später erfährt Sonia durch einen Polizeibericht, dass Frédérics Leiche gefunden worden ist.

## Verfilmungen
Das Schweizer Fernsehen hat im Herbst 2011 zusammen mit dem ZDF den Roman verfilmt. Der Teufel von Mailand wurde am 25. September 2012 auf dem Zurich Film Festival uraufgeführt. Unter der Regie von Markus Welter sind Regula Grauwiller, Ina Weisse und Max Simonischek in den Hauptrollen zu sehen.

## Ausgaben
- Marin Suter: Der Teufel von Mailand. Roman. Diogenes, Zürich 2006, ISBN 978-3-257-06534-3.
- auch als Diogenes Taschenbuch 23653, Zürich 2007, ISBN 978-3-257-23653-8.

in neun Sprachen übersetzt (Stand 2016).
- als Hörbuch: eine ungekürzte Lesung von Julia Fischer, 6 CDs, 7 Stunden, 32 Minuten, Diogenes, Zürich 2006, ISBN 978-3-257-80038-8.